# Hapsinotus convexus
Hapsinotus convexus là một loài tò vò trong họ Ichneumonidae.